# Catulo 16

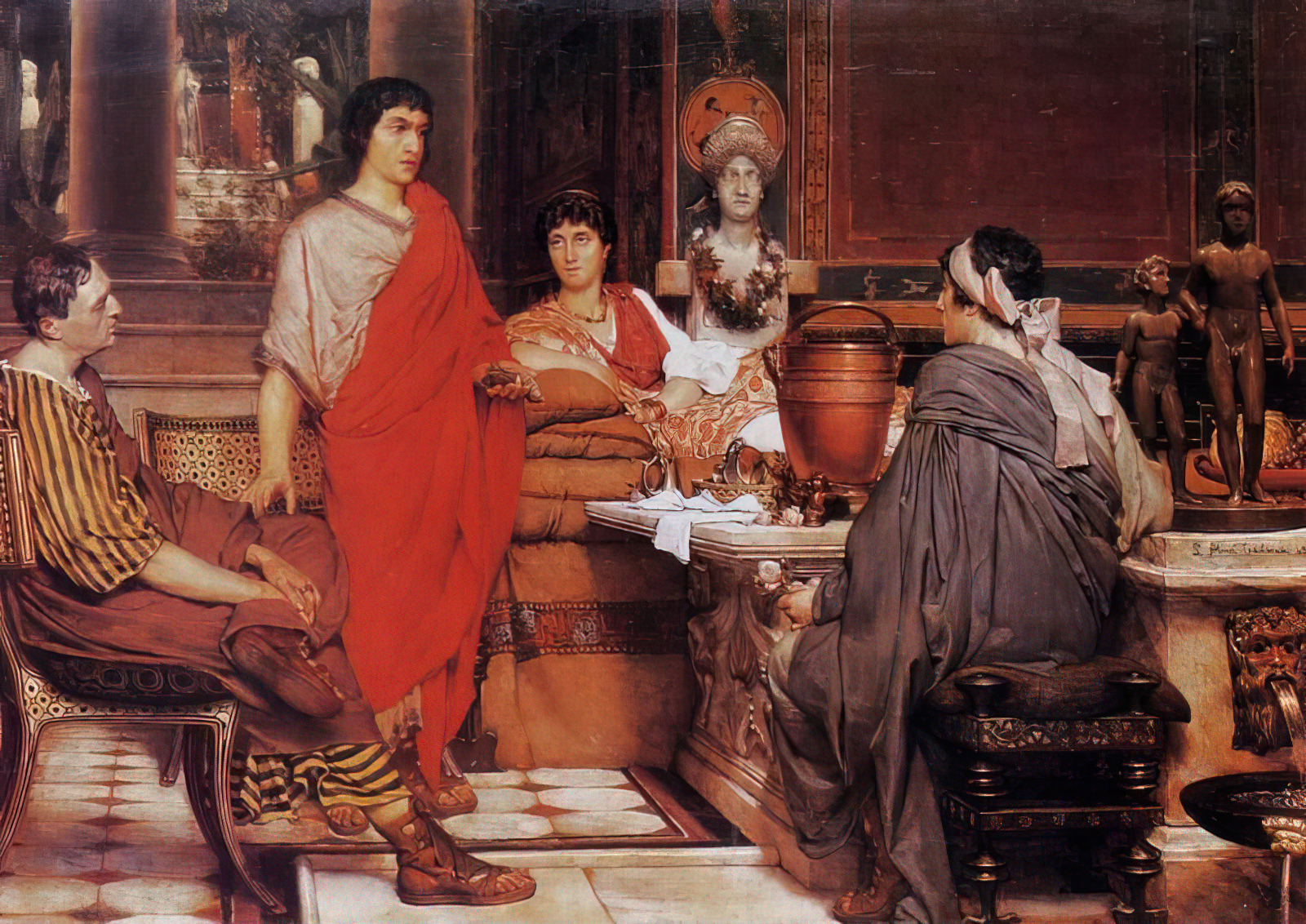
Catullus (no centro) por Lawrence Alma-Tadema.

Pedicabo ego vos et irrumabo é o primeiro verso, por vezes usado como o título, de Carmen 16 na coleção de poemas de Caio Valério Catulo (c. 84 a.C. – 54 a.C.). O poema, escrito em hendecassílabos  (versos quantitativos, não os das línguas modernas), foi considerado tão explícito que uma tradução completa em inglês só foi publicada no final do século XX. O primeiro verso foi chamado de "uma das expressões mais sujas já escritas em latim".
Carmen 16 é significante na história da literatura não só como obra artística censurada por sua obscenidade, mas também pelo fato de o poema levantar questões a respeito da relação mais apropriada do poeta, ou sua vida, com seu trabalho. Poetas latinos posteriores referiram-se ao poema não por seu caráter invectivo, mas por servir como justificativa para tratar de um tema que desafiava o decoro ou ortodoxia moral prevalecente. Ovídio, Plínio o Jovem, Marcial e Apuleio evocaram a autoridade de Catulo em definir que, apesar do poeta ter de ser uma pessoa respeitável, sua obra não deve ser constrita ou limitada.

## Contexto social e literário
Catulo destina o poema a dois homens, Fúrio (Furius) e Aurélio (Aurelius). Fúrio refere-se a Marco Fúrio Bibáculo, um poeta do século I que teve um caso com Juvêncio, namorado de Catulo, enquanto Aurélio refere-se a Marco Aurélio Cota Máximo Messalino, um cônsul durante a dinastia júlio-claudiana. Aparentemente, Fúrio e Aurélio consideravam os versos de Catulo molliculi ("suaves demais"). Catulo responde então com intensos insultos e invectivas.

## Texto em latim e tradução
| Verso | Texto em latim                                   | Tradução para o português                 |
| ----- | ------------------------------------------------ | ----------------------------------------- |
| 1     | Pedicabo ego vos et irrumabo,                    | Meu pau no cu, na boca, eu vou meter-vos, |
| 2     | Aureli pathice et cinaede Furi,                  | Aurélio bicha e Fúrio chupador,           |
| 3     | qui me ex versiculis meis putastis,              | que por meus versos breves, delicados,    |
| 4     | quod sunt molliculi, parum pudicum.              | me julgastes não ter nenhum pudor.        |
| 5     | Nam castum esse decet pium poetam                | A um poeta pio convém ser casto           |
| 6     | ipsum, versiculos nihil necessest (necesse est); | ele mesmo, aos seus versos não há lei.    |
| 7     | qui tum denique habent salem ac leporem,         | Estes só tem sabor e graça quando         |
| 8     | si sunt molliculi ac parum pudici                | são delicados, sem nenhum pudor,          |
| 9     | et quod pruriat incitare possunt,                | e quando incitam o que excite não         |
| 10    | non dico pueris, sed his pilosis                 | digo os meninos, mas esses peludos        |
| 11    | qui duros nequeunt movere lumbos.                | que jogo de cintura já não tem            |
| 12    | Vos, quod milia multa basiorum                   | E vós, que muitos beijos (aos milhares!)  |
| 13    | legistis, male me marem putatis?                 | já lestes, me julgais não ser viril?      |